# Episodi di Un caso per due (ottava stagione)
L'ottava stagione' della serie televisiva tedesca Un caso per due, composta da 9 episodi, è andata in onda in Germania sul canale ZDF a partire dal 29 gennaio 1988.
| nº | Titolo originale      | Titolo italiano                  | Prima TV Germania                   | Prima TV Italia |
| -- | --------------------- | -------------------------------- | ----------------------------------- | --------------- |
| 1  | Kurz hinter Ankara    | Un incidente di vecchia data     | 29.01.1988                          |                 |
| 2  | Wer Gewalt sät...     | Chi semina violenza...           | 11.03.1988                          |                 |
| 3  | Tödliche Versöhnung   | Riconciliazione mortale          | 15.04.1988                          |                 |
| 4  | Die einzige Chance    | Una decisione fatale             | 27.05.1988                          |                 |
| 5  | Caesars Beute         | Un difensore per l'avvocato Renz | 02.09.1988                          |                 |
| 6  | Die Akte Kramm        | Una vecchia pratica              | 16.09.1988 (Matula & RA Dr. Franck) |                 |
| 7  | Man lebt nur einmal   | Si vive una sola volta           | 30.09.1988                          |                 |
| 8  | Alte Liebe            | Una vecchia fiamma               | 14.10.1988                          |                 |
| 9  | Der Mann auf dem Foto | L'uomo della fotografia          | 18.11.1988                          |                 |

## Un incidente di vecchia data
- Titolo originale: Kurz hinter Ankara
- Diretto da: Hartmut Griesmayr
- Scritto da: Peter Zingler
- Interpreti: Günter Strack: Dr. Dieter Renz, Claus Theo Gärtner: Hermann Josef Matula, Pia Hänggi: Katrin Schürrli, Jacques Breuer: Rudi Theysen, Wolfgang Wahl: Horatio Theysen, Andrea L’Arronge: Lotte Bente, Alexander May: Kulturdezernent, Hans-Dieter Asner: Staatsanwalt, Erich Ludwig: Fritz Weber

### Trama
Il figlio di un banchiere viene minacciato da una donna coinvolta in un incidente accaduto ad Ankara anni prima.

## Chi semina violenza...
- Titolo originale: Wer Gewalt sät...
- Diretto da: Michael Meyer
- Scritto da: Theo Regnier
- Interpreti: Günter Strack: Dr. Dieter Renz, Claus Theo Gärtner: Hermann Josef Matula, Claudia Wedekind: Erika Remmler, Christina Plate: Julia Remmler, Friedhelm Ptok: Rüdiger Remmler, Toki Adeyefa: Ulombe, Klaus Götte: Rezeptionist, Werner Berndt: Karl Usinger, Guido Föhrweißer: Fred Usinger

### Trama
In un'azienda di elettronica avviene una violenza ai danni di un imprenditore di colore.

## Riconciliazione mortale
- Titolo originale: Tödliche Versöhnung
- Diretto da: Michael Meyer
- Scritto da: Sylvia Ulrich
- Interpreti: Günter Strack: Dr. Dieter Renz, Claus Theo Gärtner: Hermann Josef Matula, Lola Müthel: Magda Hofheimer, Brigitte Mira: Haushälterin Anni, Christian Doermer: Lorenz Vogt, Claus Wilcke: Eberhard Buck, Sascha Borysenko: Ringo, Tamara Rohloff: Ramona Rau, Ulli Kinalzik: Aschauer

### Trama
Un ex galeotto una volta uscito dal carcere, si mette in contatto con la famiglia di una vittima deceduta anni prima. Un ex socio tenterà di ucciderlo.

## Una decisione fatale
- Titolo originale: Die einzige Chance
- Diretto da: Jörg Grünler
- Scritto da: Detlef Müller
- Interpreti: Günter Strack: Dr. Dieter Renz, Claus Theo Gärtner: Hermann Josef Matula, Marita Breuer: Karla Dannek, Susanne Uhlen: Hanni Reinhold, Werner Stocker: Thomas Stelzer, Thomas Thieme: Olaf Wirth, Horst Sachtleben: Kommissar Frank, Hans-Eckart Eckhardt: Kommissar Lüber, Henry van Lyck: Henry Dannek, Claus Berlinghof: Pförtner

### Trama
La moglie di un apparente suicida si scoprirà essere innocente rispetto a quanto pensato dall'avvocato e da Matula.

## Un difensore per l'avvocato Renz
- Titolo originale: Caesars Beute
- Diretto da: Michael Mackenroth
- Scritto da: Karl Heinz Willschrei
- Interpreti: Günter Strack: Dr. Dieter Renz, Claus Theo Gärtner: Hermann Josef Matula, Rainer Hunold: Dr. Rainer Franck, Eva Kryll: Cleo Reiser, Svenja Pages: Regina Schultes, Bernd Fischerauer: Walter Schröder, Wolfgang Bathke: Hauptkommissar Zander, Hans-Georg Panczak: Hauptkommissar Stark, Siegfried Kernen: Haftrichter Stolle, Edwin Noël: Staatsanwalt Dietz, Friedrich Schoenfelder: Dr. Norden, Louise Martini: Anna Susković

### Trama
L'avvocato Renz viene coinvolto in un complotto a suo danno, come vendetta di Caesar. L'avvocato poi si ritirerà a vita privata in Toscana con un suo vecchio amore, segnando l'ultimo episodio con l'avvocato Renz.

## Una vecchia pratica
- Titolo originale: Die Akte Kramm
- Diretto da: Wolfgang F. Henschel
- Scritto da: Peter Hemmer
- Interpreti: Claus Theo Gärtner - Josef Matula, Achim Buch, Karin Feddersen - Yvonne Schulz, Vera Friedrich, Rainer Hunold - Dr. Rainer Franck, Hans Häckermann - Kriminalkommissar Hellwig, Dieter Kirchlechner - Berthold Kramm, Renate Kohn - Helga, Barbara Rudnik - Christa Geerdes, Rolf Zacher - Heinz Rose

### Trama
Kramm viene minacciato da un suo compare di rapina che vuole la sua parte di refurtiva.

## Si vive una sola volta
- Titolo originale: Man lebt nur einmal
- Diretto da: Jörg Grünler
- Scritto da: Peter Weissflog
- Interpreti: Claus Theo Gärtner - Josef Matula, Rainer Hunold - Dr. Rainer Franck, Monika Baumgartner - Irma Westermühl, Bernd Dechamps, Hans-Eckart Eckhardt, Sofie Engelke, Käte Jaenicke - Agnes Nickel, Renate Kohn - Helga, Anja Kruse - Hilde Kranz, William Mang, Ruprecht Schneider - Alfred Westermühl, Vitus Zeplichal - Karlheinz Nickel

### Trama
L'avvocato Franck viene coinvolto in una farsa ai danni di un autodemolitore bruciato nel suo ufficio dalla moglie e dal suo amante.

## Una vecchia fiamma
- Titolo originale: Alte Liebe
- Diretto da: Kaspar Heidelbach
- Scritto da: Karl Heinz Willschrei
- Interpreti: Claus Theo Gärtner - Josef Matula, Rainer Hunold - Dr. Rainer Franck, Sabina Trooger - Alma Becker, Jale Arikan - Ilse Hanns Franken, Rüdiger Kirschstein - Hauptkommissar Albert, Jochen Kolenda, Anette Krämer, Hanno Pöschl - Terry Fuchs, Armin Rohde - Herr Fritsch, Hanfried Schüttler - Lothar Merk

### Trama
Alma Becker, già fidanzata del Dr. Franck, visita lo stesso in piena notte, ferita. È appena stata colpita da qualcuno, perché ritenuta testimone di un omicidio.

## L'uomo della fotografia
- Titolo originale: Der Mann auf dem Foto
- Diretto da: Michael Mackenroth
- Scritto da: Detlef Müller
- Interpreti: Claus Theo Gärtner - Josef Matula, Rainer Hunold - Dr. Rainer Franck, Renate Kohn - Helga, Wolf-Dietrich Berg - Hauptkommissar Boske, Edgar Bessen - Herbert Lersch, Edeltraut Elsner - Friedel Lersch, Pit Krüger, Georg Lehn - Paul Huppert, Wilm Roil - Architekt Wilan, Sabine Roller, Horst Schäfer, Hans-Edgar Stecher, Angela Stresemann - Dagmar Kischlat, Michael Thiele, Silvia Tietz

### Trama
Herbert Lersch sparisce dopo un'intervista di lavoro. La moglie dopo alcuni giorni chiede aiuto a Franck e Matula per investigare.